# 线囊座菌属
线囊座菌属（学名：Balansina）为星盾壳科的一个属。

## 下属物种
本属包括以下物种：
- 线囊座菌 Balansina stellata G.Arnaud[1]